# علیمبت
علیمبت (به قزاقی: Alimbetovka) یک منطقهٔ مسکونی در قزاقستان است که در شهرستان کارگالی واقع شده‌است. علیمبت ۳۴۶ متر بالاتر از سطح دریا واقع شده‌است.